# Ebbe Ohlsson (konstnär)
Ebbe Olof Harald Ohlsson, född 5 februari 1916 i Lund, död 15 april 1989 i Södra Sandby, var en svensk målare.
Han var son till handskomakaren Olof Ohlsson och Hilma Jönsson och från 1940 gift med Svea Ingeborg Svensson. Ohlsson utbildade sig först till yrkesmålare vid Tekniska yrkesskolan i Malmö 1938–1939. Han studerade konst vid Skånska målarskolan i Malmö 1947. Separat ställde han ut i Helsingborg, Malmö och medverkade i konstnärsgruppen Kontrasts utställningar samt med olika konstföreningar i Skåne. Hans konst består av stilleben, figurmotiv och landskap utförda i olja eller tempera. 